# Talaiot de Can Mòger
El talaiot de can Mòger és un jaciment arqueològic prehistòric de la cultura talaiòtica, corresponent a un poblat, situat al lloc anomenat es Campot, a la possessió de can Mòger, al municipi de Llucmajor, Mallorca.
Pren el nom d'un talaiot de planta rectangular ben visible que es conserva en bon estat al qual se li han adossat pedres fruit de les tasques d'espedregar. Prop d'ell hi ha dos clapers formats per pedra petita ben col·locada i peces de gran mida procedents d'algun talaiot. No és possible destriar si els dos clapers s'han planificat sobre talaiots. Dins la tanca veïna, arran de les cases, hi ha un segon talaiot descobert posteriorment, enrevoltat per un claper i una tanca que se li adossa. Es troba molt conservat i rodejat de vegetació espessa que dificulta la perspectiva i l'accés. Dintre d'aquesta tanca s'hi ha documentat gran quantitat de ceràmica.